# Вељке Уљани
Вељке Уљани (слч. Veľké Úľany) насељено је мјесто са административним статусом сеоске општине (слч. obec) у округу Галанта, у Трнавском крају, Словачка Република.

## Становништво
| Година:    | 1994. | 2004.   | 2014.   | 2024.    |
| ---------- | ----- | ------- | ------- | -------- |
| Број људи: | 4215  | 4269    | 4441    | 5011     |
| Разлика:   |       | +1,28 % | +4,02 % | +12,83 % |

| Година:    | 2023. | 2024.   |
| ---------- | ----- | ------- |
| Број људи: | 4989  | 5011    |
| Разлика:   |       | +0,44 % |

Према подацима о броју становника из 2011. године насеље је имало 4.352 становника.